# Konstantin Lindhorst
Konstantin Lindhorst (* 17. September 1981 in Berlin) ist ein deutscher Schauspieler und Hörspielsprecher.

## Leben
In Berlin geboren, mit vier Geschwistern auf Sylt aufgewachsen, besuchte Konstantin Lindhorst nach seinem Zivildienst von 2005 bis 2008 die Hochschule für Musik und Darstellende Kunst Stuttgart und debütierte am Staatstheater Stuttgart als Hauptmann in Georg Büchners Drama Woyzeck. Nach Gastverträgen an den Theatern in Bonn, Gießen und Osnabrück, kehrte Lindhorst 2009 nach Bonn zurück und trat dort ein bis 2013 dauerndes Festengagement an. Nach weiteren Gastrollen am Hessischen Staatstheater Wiesbaden und dem Nationaltheater Mannheim war er von 2014 bis 2016 Ensemblemitglied am Theater Magdeburg, anschließend bis 2018 Ensemblemitglied am Düsseldorfer Schauspielhaus.
Weitere Rollen Lindhorsts waren unter anderem der Anders in einer Bühnenfassung um die Romanfigur Kalle Blomquist von Astrid Lindgren, der Tempelherr in Lessings Nathan der Weise, Hovstad im Volksfeind von Henrik Ibsen, Parzival in Merlin oder Das wüste Land von Tankred Dorst, Mercutio in Shakespeares Romeo und Julia und nicht zuletzt – am Theater Bonn – die Titelrollen im Hamlet von Shakespeare und Die Leiden des jungen Werther von Johann Wolfgang von Goethe. In Magdeburg spielte er u. a. den Protagonisten in Der Nazi und der Friseur nach Edgar Hilsenrath, in Düsseldorf u. a. den Matti in Brechts Herr Puntila und sein Knecht Matti und den Spalanzani in Robert Wilsons Inszenierung von E.T.A. Hoffmanns Der Sandmann.
Seit 2007 stand Lindhorst immer wieder für Arbeiten der Filmakademie Baden-Württemberg vor der Kamera. Einem größeren Fernsehpublikum wurde er 2013 in der WDR-Tatort-Episode Scheinwelten bekannt. Danach sah man ihn noch gastweise in den Serien Der Kriminalist, SOKO Köln, Deutschlands große Clans sowie in dem Emmy-Award-nominierten Fernsehfilm Toter Winkel.
Ebenfalls seit 2007 arbeitet Lindhorst daneben als Hörspielsprecher und hat in mehreren Produktionen des Südwestrundfunks und des WDR mitgewirkt.
Konstantin Lindhorst lebt heute als freier Schauspieler in Berlin.

## Filmografie (Auswahl)
- 2013: Tatort – Scheinwelten
- 2015: Der Kriminalist – Die Unschuld der Engel
- 2015: SOKO Köln – Tod durch Ertrinken
- 2017: Toter Winkel
- 2019: Wir wären andere Menschen
- 2020: Exil
- 2020: Schuss in der Nacht – Die Ermordung Walter Lübckes (TV-Dokudrama)
- 2021: Sportabzeichen für Anfänger
- 2021: Großstadtrevier – Valentinstag
- 2021: Die Eifelpraxis: Chancen
- 2021: Erzgebirgskrimi – Der letzte Bissen (Fernsehreihe)
- 2021: WaPo Bodensee – Family Business
- 2022: SOKO Leipzig – Einsame Wölfe
- 2022: Tatort: Tyrannenmord
- 2022: Nazijäger – Reise in die Finsternis (TV-Dokudrama)
- 2023: Nord bei Nordwest – Auf der Flucht
- 2023: Ein Fall für zwei – Am Ende des Regenbogens (Fernsehserie)
- 2023: Was wir fürchten – Der rote Teufel / Narren (Fernsehserie)
- 2024: Blutige Anfänger (Fernsehserie, Folge Wut)
- 2025: Morden im Norden (Fernsehserie, Folge Das zweite Alibi)
- 2025: Neuer Wind im Alten Land: Erntezeit (Fernsehreihe)
- 2025: In die Sonne schauen

## Hörspiele
- 2007: Pushin’ too hard – Autor: Axel Koch – Regie: Iris Drögekamp und Benno Schurr
- 2008: Messerkids – Autorin: Daniela Böhle – Regie: Iris Drögekamp
- 2008: Die Gräfin Cagliostro oder Die Jugend des Arsène Lupin – Autor: Maurice Leblanc – Regie: Stefan Hilsbecher
- 2010: Die Infektion – Autor: Robert Weber – Regie: Annette Kurth
- 2010: Tod unterm Hellweg – Autorin: Anne Chaplet – Regie: Thomas Werner
- 2010: Der Hase mit der roten Mütze – Autorin: Brigitte Jünger – Regie: Uta Reitz
- 2013: Darknet – Autor: Daniel Suarez – Regie: Petra Feldhoff
- 2014: Professor Kiesel. In Stahlgewittern – Autoren: Ernst Jünger und Helmuth Kiesel – Regie: Gerrit Booms
- 2014: Das Ding im Nebel – Autor: Bodo Traber – Regie: Petra Feldhoff

## Auszeichnungen
- 2006: Ensemblepreis beim Theatertreffen deutschsprachiger Schauspielschulen in München
- 2010: Bester Nachwuchsdarsteller beim Theatertreffen Nordrhein-Westfalen in Düsseldorf